# Härkingen
Härkingen est une commune suisse du canton de Soleure, située dans le district de Gäu.

Vue aérienne (1970)